# Perle - DVD
Perle - DVD è un unico DVD di Dodi Battaglia pubblicato nel 2019.
Il DVD documenta il concerto tenutosi all'Auditorium Parco della Musica di Roma il 25 gennaio 2019 durante il tour "Perle - Mondi senza età".

## Tracce
1. Io in una storia (Battaglia-Negrini) – da Alessandra (1972)
2. A un minuto dall'amore (Facchinetti-Negrini) – da Opera prima (1971)
3. Aria di mezzanotte (Facchinetti-Canzian-D'Orazio) – da ...Stop (1980)
4. Classe '58 (Facchinetti-Negrini) – da Boomerang (1978)
5. Vienna (Battaglia-Negrini) – da ...Stop (1980)
6. Cara bellissima (Facchinetti-Negrini) – da Forse ancora poesia (1975)
7. Mai dire mai (Battaglia-Negrini) – da Il colore dei pensieri (1987)
8. Orient Express (Facchinetti-Battaglia-Negrini) – da Un po' del nostro tempo migliore (1975)
9. Una donna normale (Battaglia-Negrini) – da Viva (1979)
10. Santa Lucia (Battaglia-Negrini) – da Il colore dei pensieri (1987)
11. Io sto con te (Battaglia-D'Orazio) – da Il colore dei pensieri (1987)
12. In altre parole (Facchinetti-Negrini) – da Asia non Asia (1985)
13. Oceano (Facchinetti-Negrini) – da Un po' del nostro tempo migliore (1975)
14. Come si fa (Facchinetti-Negrini) – da Parsifal (1973)
15. È bello riaverti (Facchinetti-Negrini) – da Ninna nanna/È bello riaverti (1975)
16. La nostra età difficile (Facchinetti-Negrini) – da Alessandra (1972)
17. Sei tua, sei mia (Battaglia-Negrini) – da Io sono vivo/Sei tua, sei mia (1979)
18. Cercami (Facchinetti-Negrini) – da Cercami/Giorno per giorno (1978)
19. Uno straniero venuto dal tempo (Facchinetti-Battaglia-Negrini) – da Poohlover (1976)
20. Dietro la collina (Battaglia-Negrini) – da Musicadentro (1994)
21. Stella (Battaglia-Negrini) – da Ascolta (2004)
22. Senza musica e senza parole (Battaglia-D'Orazio) – da Musicadentro (1994)
23. Padre a vent'anni (Battaglia-Negrini) – da Cento di queste vite (2000)
24. E vorrei (Facchinetti-Negrini) – da Per te qualcosa ancora/E vorrei (1974)
25. Inutili memorie (Facchinetti-Negrini) – da Se sai, se puoi, se vuoi/Inutili memorie (1974)
26. Col tempo, con l'età e nel vento (Facchinetti-Negrini) – da Alessandra (1972)
27. Fantasia (Facchinetti-Negrini) – da Un po' del nostro tempo migliore (1975)
28. Air India (Facchinetti-Battaglia-Negrini) – da Boomerang (1978)
29. Fantastic Fly (Facchinetti) – da Fantastic Fly/Odissey (1978)
30. Isabel (Battaglia-Negrini) – da Dove comincia il sole (2010)
31. Padre del fuoco, padre del tuono, padre del nulla (Facchinetti-Negrini) – da Poohlover (1976)
32. Scusami (Battaglia-Negrini) – da Ascolta (2004)
33. Quando lui ti chiederà di me (Battaglia-D'Orazio) – da Un posto felice (1999)
34. Fotografie (Battaglia-Negrini) – da Buona fortuna (1981)
35. Linda (Facchinetti-Negrini) – da Poohlover (1976)
36. Vita (Battaglia-D'Orazio) – da Pinocchio (2002)
37. Buonanotte ai suonatori (Facchinetti-Battaglia-Canzian-D'Orazio) – da Buonanotte ai suonatori (1995)
38. Vita (versione orchestrale) (Battaglia) – da Pinocchio (2002)